# Louisville (Ohio)
Louisville est une ville américaine située dans le  comté de Stark  dans l'État de l'Ohio. En 2010, sa population était de 9 186 habitants.

## Source de la traduction
- (en) Cet article est partiellement ou en totalité issu de l’article de Wikipédia en anglais intitulé « Louisville, Ohio » (voir la liste des auteurs).